# Rankin County
Rankin County er et county i den amerikanske delstat Mississippi. 

## Personer fra Rankin County
- Faith Hill (1967-), sanger, countrymusiker, voksede op i Star

32°16′N 89°57′V / 32.26°N 89.95°V